# Dobutamina
La dobutamina è una catecolamina sintetica, β1 agonista selettiva.
È un isomero della ractopamina, da cui differisce per la posizione di un gruppo ossidrile e per l'essere rapidamente metabolizzata dalla catecol-O-metiltrasferasi, e viene somministrata come miscela racemica costituita da entrambi gli enantiomeri  (+) e (-) .
L'isomero ottico (+) è un potente β1 agonista e α1 antagonista; mentre l'isomero (-) è un agonista α1. La somministrazione del racemo (±) produce un complessivo β1 agonismo responsabile della principale attività farmacologica. Il racemo di dobutamina ha anche lieve attività agonista β2, che lo rende utile come vasodilatatore.

## Proprietà farmacodinamiche
È uno stimolante cardiaco con effetto simpaticomimetico inotropo, agisce legandosi ai recettori ß1 del muscolo cardiaco e aumentando la contrattilità, con scarsi effetti sulla frequenza.

### Effetti cardiaci
La dobutamina ha un effetto inotropo positivo dovuto all'azione sui recettori β, meno sugli α1, non determinando quindi una riduzione dell'attività cardiaca. Ha scarsi effetti cronotropi positivi (l'attivazione di α1 manda riflessi che fermano l'attività cronotropa mentre mantengono quella inotropa), pochi effetti ipertensivi (si stimolano sia α1 che α2), sono aritmogeni e può esserci un effetto vasodilatatore ( sui vasi coronarici gli effetti α e β si compensano).

### Effetti vasali
Provoca una riduzione delle resistenze periferiche mediate, almeno in parte, da riduzione del tono simpatico vasale (azione α2 centrale). Prevalgono gli effetti dilatatori, quindi c'è una riduzione del postcarico. In linea di massima si ha un aumento della forza di contrazione, senza eccesso di ritmo ed eccessivo aumento della pressione con resistenze periferiche poco intaccate.

### Effetti complessivi
La vasodilatazione mediata dai recettori β è oscurata dall'attività vasocostrittiva data dagli α1, quindi in totale gli effetti sulla pressione sono modesti. Gli effetti dinamici complessivi sono: un aumento della gittata cardiaca e una riduzione delle resistenze periferiche, senza particolari alterazioni della pressione sistolica e della frequenza cardiaca. Per quanto riguarda la pressione , l'effetto è variabile a seconda che prevalgano gli effetti vascolari o cardiaci. Si ha una riduzione della frequenza (per effetto inibitorio sul simpatico), ma solo se migliora la gittata.

## Uso clinico
È indicata nel supporto inotropo in svariate situazioni in cui vi sia un deficit di forza da parte del miocardio come nelle cardiomiopatie, nello shock settico e nello shock cardiogeno. Come per gli altri farmaci inotropi, può determinare un aumento della dimensione di un infarto miocardico a causa di una maggiore richiesta di ossigeno da parte del cuore. Tachicardia e aumento marcato della pressione arteriosa sistolica sono indice di sovradosaggio. La dobutamina facilita la conduzione atrio-ventricolare, rendendo i pazienti con fibrillazione atriale a rischio di marcati aumenti delle frequenze di risposta ventricolare; in questi casi si dovrebbe digitalizzare il soggetto prima della somministrazione.
Viene utilizzata nello shock anafilattico, scaturito dalla produzione di bradichinina e istamina, favorendo in questi casi la ripresa pressoria.
Trova applicazione anche in anestesiologia, per prolungare la durata dell'anestesia locale riducendo l'assorbimento (e quindi l'allontanamento) dell'anestetico dalla zona di iniezione.
La dobutamina può essere usata anche per il test di stress cardiaco, nei casi in cui il test di stress da sforzo non è fattibile.